# Gremjacsinszki önkormányzati járás

A Gremjacsinszki önkormányzati járás a Permi határterületen

A Gremjacsinszki önkormányzati járás (oroszul Гремячинский район) Oroszország egyik járása a Permi határterületen. Székhelye Gremjacsinszk.

## Népesség
- 2002-ben 18 100 lakosa volt, melynek 76,5%-a orosz, 14,7%-a tatár nemzetiségű.
- 2010-ben 13 953 lakosa volt, melyből 10 945 orosz, 1 772 tatár, 192 udmurt, 174 ukrán, 169 német, 112 baskír stb.